# Carl Albert Krüger
Carl Albert Krüger, auch Karl Albert Krüger, fälschlich Carl Adolf Krüger (* 23. Februar 1803 in Potsdam; † 19. Juli 1875 in Wesel), war ein deutscher Architekturmaler, Architekt und Baubeamter der Schinkelschule.

## Leben

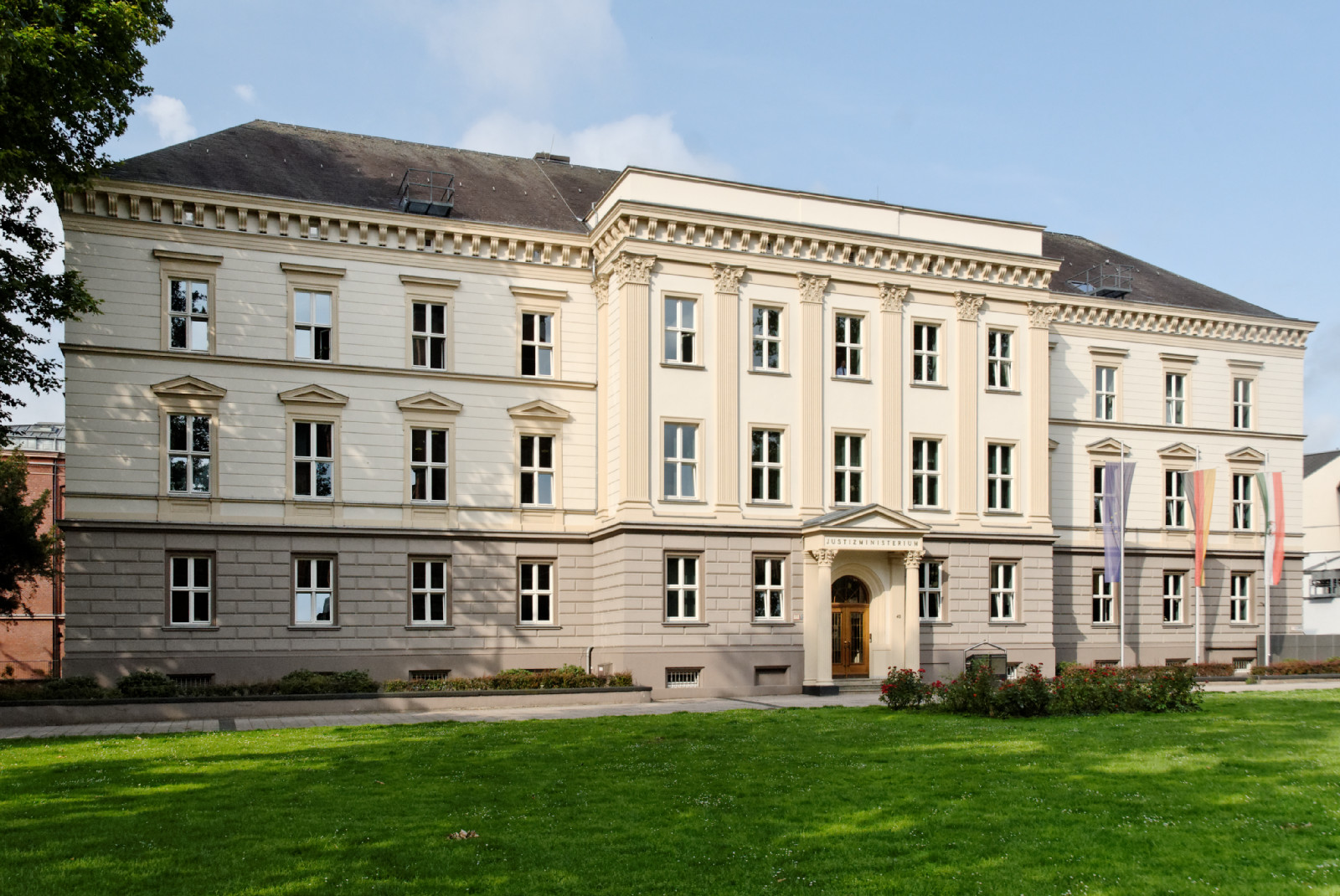
Ehemaliges Landgericht Düsseldorf, heutiges Justizministerium des Landes Nordrhein-Westfalen, am Martin-Luther-Platz in Düsseldorf

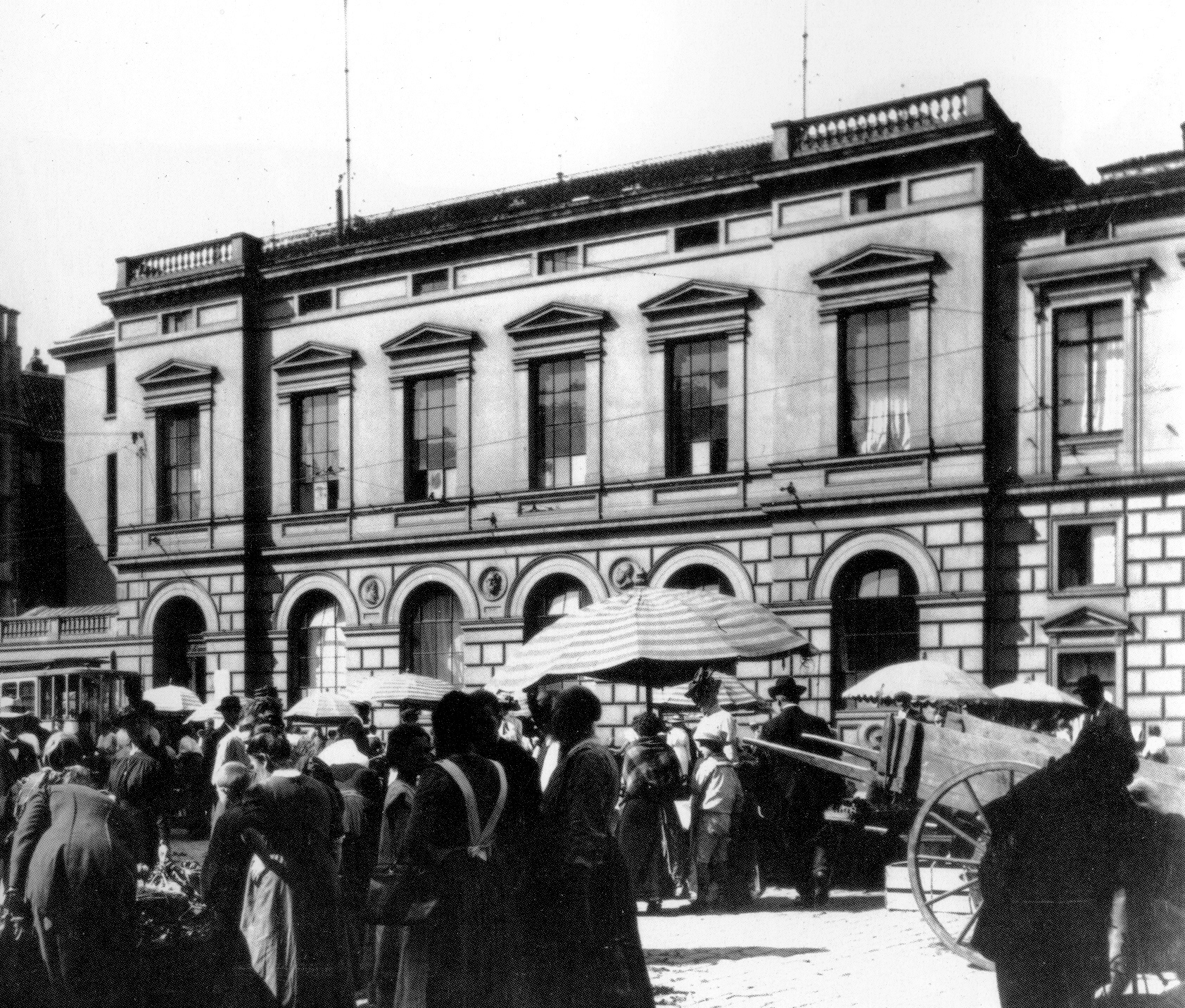
Ehemalige Königliche Landesbibliothek am Burgplatz in Düsseldorf, Aufnahme von Julius Söhn, um 1902

Krüger, laut einem Nachruf ältester Sohn des preußischen Oberhofbaurats Andreas Ludwig Krüger, war Schüler der Berliner Bauakademie. Im Hause des Berliner Architekten Karl Friedrich Schinkel verkehrte er freundschaftlich.
Ab 1826 arbeitete er im preußischen Staatsdienst. Nachdem er mit Stationen in Merseburg, Erfurt und Oppeln im Wasser- und Wegebau tätig gewesen war, wurde er 1852 zum Baurat der Königlichen Regierung in Düsseldorf befördert. In dieser Funktion beaufsichtigte er die mehrjährige Restauration des Doms St. Viktor in Xanten. Hierzu arbeitete er mit dem Architekten Carl Cuno zusammen, den er bei der Düsseldorfer Regierung für das Amt des Kreisbaumeisters von Geldern vorgeschlagen hatte. Außerdem führte Krüger die Neubauten der Postgebäude in Krefeld, Gladbach und Düsseldorf, der Gerichtsgebäude in Düsseldorf, Essen und Wesel sowie die Erweiterungsbauten des Gymnasiums Kempen, des Kunstakademiegebäudes und der Königlichen Landesbibliothek in Düsseldorf und den Bau verschiedener Kirchen aus, darunter den Bau der Pauluskirche Essen. Als Architekt und Restaurator betätigte er sich auch am Schloss Sigmaringen. Bekannt ist er ferner als Zeichner von Landschaften und Architekturansichten. Aquarelle mit der Darstellung von Kircheninterieurs sind ebenfalls erhalten.
Krüger gehörte dem Kuratorium der Kunstakademie Düsseldorf an. 1873 wurde seinem aus gesundheitlichen Gründen eingereichten Gesuch um Entlassung aus dem Staatsdienst entsprochen. In diesem Zuge wurde ihm der Königliche Kronen-Orden II. Klasse verliehen. Zuvor hatte man ihn bereits mit dem Roten Adlerorden IV. Klasse dekoriert, außerdem war er zum Ritter des Ordens vom Niederländischen Löwen ernannt worden.
Krüger starb im Alter von 72 Jahren in Wesel, nachdem er auf der Rückreise von dem Seebad Norderney bei einem Unfall seiner Kutsche ins Wasser gestürzt war. Er hinterließ seine Gattin Julie, geborene Seyffarth, sowie zwei verheiratete Töchter, unter ihnen Ida Maria (1836–1908), die Ehefrau des Reeser Landrats Alfred Dönhoff.